# Saint-Côme-de-Fresné
Saint-Côme-de-Fresné è un comune francese di 237 abitanti situato nel dipartimento del Calvados nella regione della Normandia.

## Società

### Evoluzione demografica
Abitanti censiti